# Allan Houston
Allan Wade Houston (nascut el 20 d'abril de 1971), és un exjugador de bàsquet professional estatunidenc, que va jugar a l'NBA, i que actualment treballa al cos tècnic dels New York Knicks. Fou un dels millors tiradors de 3 punts de l'NBA fins que una lesió de genoll el va obligar a retirar-se als 34 anys.